# VV De Valk
De Valk is een amateurvoetbalvereniging uit Valkenswaard in de gelijknamige gemeente, Noord-Brabant, Nederland.

## Algemeen
De club werd op 30 april 1909 opgericht door enkele Valkenswaardse "heren" genoemd naar prinses Juliana, die op die dag werd geboren. In 1912 werd de voetbalvereniging Juliana toegelaten tot de tweede klasse van de Brabantsche Voetbalbond (BVB). Op verzoek van de BVB wordt de club echter omgedoopt tot De Valk. In 1913 wordt de club toegelaten tot de Nederlandsche Voetbal Bond. Van 1955-1961 kwam de club uit in het betaald voetbal.
Accommodatie
Thuishaven is het Sportpark Het Valkennest. Dit terrein werd in 1910 aangekocht. Op het sportpark van vv De Valk werd tussen 1955 en 1961 betaald voetbal gespeeld. De enkele tribune heeft plek voor ongeveer 900 mensen. In 1989 is de tribune gerenoveerd.

## Standaardelftal
Het standaardelftal speelt in het seizoen 2021/22 in de Tweede klasse zondag van het KNVB-district Zuid-II.
Dit team promoveert vóór de Tweede Wereldoorlog tweemaal naar de Eerste klasse, toenmalig het hoogste niveau, de vijfde plaats in 1925 in de Eerste klasse Zuid was het beste resultaat. De Valk speelt voor de invoering van het betaald voetbal in totaal vier seizoenen in de Eerste klasse Zuid.
In 1955 besluit de club toe te treden tot het semi-profvoetbal. In het seizoen 1955/56 is het ingedeeld in de Eerste klasse, een jaar later in de Tweede Divisie. De hoogste klassering in het betaald voetbal is de 4e plaats in de Tweede Divisie A in 1958. In 1961 eindigt de club als achttiende en laatste in deze afdeling en moet het na vijf seizoenen in de Tweede Divisie terugkeren naar het amateurvoetbal.
In 1963 wordt het landskampioenschap bij de zondagamateurs behaald. De Valk mocht door dit kampioenschap promoveren naar de Tweede Divisie, maar besloot hier geen gebruik van te maken. In 1968 wordt er gedegradeerd naar de Tweede klasse. Vijf jaar later keert De Valk terug naar op het hoogste amateurniveau. Bij de invoering in 1974 van de Hoofdklasse wordt De Valk ingedeeld in poule C. Vrij snel daarna degradeerde de club naar de Eerste klasse. Na een afwezigheid van 34 seizoenen kwam De Valk in het seizoen 2010/11 weer in de Hoofdklasse (B) uit; na introductie van de Topklasse in het seizoen 2010/11 niet meer het hoogste, maar het op een na hoogste amateurniveau. In 2014 werd de finale van de Districtbeker Zuid I gehaald. De Valk verloor de finale van ASWH met 5-0, in de halve finale had de club Kozakken Boys uit de Topklasse na strafschoppen uitgeschakeld. Hierdoor mocht De Valk voor het eerst sinds 1960 weer deelnemen aan de KNVB Beker voor profclubs. In de eerste ronde werd De Valk uitgeschakeld door Ajax (amateurs), dat een niveau hoger speelde.

### Erelijst
landskampioen zondagamateurs: 1963
kampioen Eerste klasse: 1963, 2013
kampioen Tweede klasse: 1924, 1929, 1030, 1938, 1943, 1947, 1949, 1950, 1955, 1973, 1984, 1987, 2009
kampioen Derde klasse: 1914, 2006
verliezend finalist Districtbeker Zuid I: 2014

### Competitieresultaten 1914–2020
| 1 3B |

| 5 |

| 3 2B |

| 2 2B |

|  |

|  |

| 7 2B |

| 5 2B |

| 3 2B |

| 2 2B |

| 1 2B |

| 5 |

| 10 |

| 3 2B |

| 4 2B |

| 1 2B |

| 1 2B |

| 7 |

| 10 |

| 4 2B |

| 3 2B |

| 5 2B |

| 2 2B |

| 3 2B |

| 1 2B |

| 4 2B |

| 3 D |

| 3 2C |

| 3 2C |

| 1 2C |

| 4 2C |

|  |

| 2 2A |

| 1 2B |

| 6 2B |

| 1 2B |

| 1 2A |

| 5 2A |

| 4 2A |

| 3 2B |

| 3 2A |

| 1 2A |

| 9 A |

| 14 B |

| 4 A |

| 8 A |

| 5 A |

| 18 |

| 5 1F |

| 1 1E |

| 7 1E |

| 4 1E |

| 6 1E |

| 10 1E |

| 13 1E |

| 3 2A |

| 4 2A |

| 6 2A |

| 8 2A |

| 1 2A |

| 7 1E |

| 11 C |

| 14 C |

| 2 1E |

| 6 1E |

| 9 1F |

| 7 1E |

| 7 1E |

| 12 1E |

| 4 2A |

| 1 2A |

| 11 1E |

| 2 2A |

| 1 2A |

| 6 1E |

| 3 1E |

| 6 1E |

| 9 1E |

| 5 1E |

| 7 1E |

| 2 1E |

| 10 1E |

| 3 2A |

| 8 2F |

| 3 2F |

| 6 1C |

| 9 1C |

| 8 1C |

| 12 1C |

| 9 2F |

| 5 2F |

| 10 2F |

| 1 3D |

| 5 2F |

| 4 2F |

| 1 2F |

| 2 1C |

| 5 B |

| 12 B |

| 1 1C |

| 9 B |

| 13 B |

| 5 1D |

| 11 1D |

| 9 1D |

| 14 1D |

| -- 2F |

| - 2H |

2010: de beslissingswedstrijd op 5 mei om het klassekampioenschap in 1C werd bij RKSV Schijndel met 2-5 verloren van VV Dongen.
| Eerste klasse (profniveau) | Tweede divisie | Hoofdklasse | Eerste klasse | Tweede klasse | Derde klasse | Noodcompetitie |

In elke staaf van de grafiek staat van boven naar beneden vermeld: 
- Eindnotering

Dit is de positie die de club heeft bereikt in de competitie, zonder eventuele beslissings-, play-off- of nacompetitiewedstrijden die nodig zijn geweest om bijvoorbeeld de kampioen van de competitie te bepalen.
Indien een * achter het getal staat is de notering een tussenstand en kan het zijn dat de notering niet overeenkomt met de uiteindelijke eindstand van de competitie.
Staat er een - dan is het seizoen nog bezig en is er geen definitieve uitslag bekend.
Staat er xx op de positie van de notering, dan heeft de club vroegtijdig de competitie verlaten. Dit kan onder andere komen door terugtrekking van het team, faillissement van de club of door een uitgedeelde straf van de KNVB. In veel gevallen staat elders in het artikel de reden vermeld.
Staat er een ? dan is het resultaat uit het verleden onbekend, en is alleen de competitie of het niveau bekend van dat seizoen.
In de seizoenen 2019/20 en 2020/21 werd wegens de coronacrisis het amateurvoetbal afgebroken. Daardoor kennen deze staven geen eindklassering (middels -- weergegeven).
- Competitieniveau en afdelingsletter of Officiële eindstand Eredivisie
  - Competitieniveau en afdelingsletter

Hierbij geeft het getal het niveau weer, dat ook terug te vinden is in de legenda. De letter is de afdelingsaanduiding en wordt gebruikt wanneer er meer afdelingen zijn op hetzelfde niveau. De afdelingsletter is altijd een hoofdletter en wordt meestal zonder nummer gebruikt.
Voorbeeld: 2F is niveau 2e klasse competitie F.
Het competitieniveau en nummer wordt niet vermeld wanneer er slechts één competitie van dit niveau was.
  - Officiële eindstand Eredivisie (getal staat tussen haakjes vermeld)

Sinds de introductie van play-offwedstrijden voor Europees voetbal na afloop van de reguliere competitie in 2005/06, is de KNVB verplicht een eindstand van de Eredivisie door te geven aan de UEFA aan de hand van deze play-offwedstrijden.
Bij deze eindstand staan clubs die zich hebben gekwalificeerd voor Europees voetbal hoger dan clubs die zich niet wisten te kwalificeren. Indien er geen verschil was tussen de eindnotering en de officiële eindstand, staat dit getal niet vermeld.

- Onderafdeling

Hier staat afgekort de naam van de onderafdeling indien de club in dat jaar in een onderafdeling uitkwam. Tevens staat deze afkorting in de legenda en wordt gelinkt naar het artikel over deze onderafdeling. Deze afkorting wordt alleen vermeld wanneer de club in het verleden in verschillende onderafdelingen heeft gespeeld. Deze vermelding is in de staaf altijd in kleine letters. Deze onderafdelingen zijn na het seizoen 1995/96 afgeschaft. Heeft de club in slechts één onderafdeling gespeeld, dan is dit alleen terug te vinden in de legenda.
Onder de staaf staat het jaartal vermeld waarin het seizoen is afgesloten. 15 verwijst naar het seizoen 2014/15 of eventueel het seizoen 1914/15.
Wanneer een staaf leeg is, zijn deze gegevens niet bekend. Het kan ook zijn dat de club dat seizoen niet heeft meegespeeld op het hogere amateurniveau, vroegtijdig de competitie heeft verlaten of uit de competitie is gezet.

In het seizoen 1944/45 was er wegens de Tweede Wereldoorlog geen regulier competitievoetbal.

## Betaald voetbal

### Seizoensoverzichten
| Resultaten van De Valk sinds de toetreding in het betaald voetbal in 1955 | Resultaten van De Valk sinds de toetreding in het betaald voetbal in 1955 | Resultaten van De Valk sinds de toetreding in het betaald voetbal in 1955 | Resultaten van De Valk sinds de toetreding in het betaald voetbal in 1955 | Resultaten van De Valk sinds de toetreding in het betaald voetbal in 1955 | Resultaten van De Valk sinds de toetreding in het betaald voetbal in 1955 | Resultaten van De Valk sinds de toetreding in het betaald voetbal in 1955 | Resultaten van De Valk sinds de toetreding in het betaald voetbal in 1955 | Resultaten van De Valk sinds de toetreding in het betaald voetbal in 1955 | Resultaten van De Valk sinds de toetreding in het betaald voetbal in 1955 | Resultaten van De Valk sinds de toetreding in het betaald voetbal in 1955 | Resultaten van De Valk sinds de toetreding in het betaald voetbal in 1955 | Resultaten van De Valk sinds de toetreding in het betaald voetbal in 1955 |
| Seizoen                                                                   | Competitie                                                                | Competitie                                                                | Competitie                                                                | Competitie                                                                | Competitie                                                                | Competitie                                                                | Competitie                                                                | Competitie                                                                | Competitie                                                                | Kwalificatie                                                              | KNVB beker                                                                | Bijzonderheid                                                             |
| Seizoen                                                                   | Divisie                                                                   | GW                                                                        | W                                                                         | G                                                                         | V                                                                         | PNT                                                                       | DV                                                                        | DT                                                                        | POS                                                                       | Kwalificatie                                                              | KNVB beker                                                                | Bijzonderheid                                                             |
| ------------------------------------------------------------------------- | ------------------------------------------------------------------------- | ------------------------------------------------------------------------- | ------------------------------------------------------------------------- | ------------------------------------------------------------------------- | ------------------------------------------------------------------------- | ------------------------------------------------------------------------- | ------------------------------------------------------------------------- | ------------------------------------------------------------------------- | ------------------------------------------------------------------------- | ------------------------------------------------------------------------- | ------------------------------------------------------------------------- | ------------------------------------------------------------------------- |
| 1955/56                                                                   | Eerste klasse A                                                           | 26                                                                        | 10                                                                        | 5                                                                         | 11                                                                        | 25                                                                        | 47                                                                        | 60                                                                        | 9e                                                                        | Tweede divisie                                                            | Geen bekertoernooi                                                        | De Valk treedt toe tot het betaald voetbal                                |
| 1956/57                                                                   | Tweede divisie B                                                          | 28                                                                        | 6                                                                         | 3                                                                         | 19                                                                        | 15                                                                        | 52                                                                        | 81                                                                        | 14e                                                                       | –                                                                         | 1e ronde                                                                  | –                                                                         |
| 1957/58                                                                   | Tweede divisie A                                                          | 26                                                                        | 11                                                                        | 9                                                                         | 6                                                                         | 31                                                                        | 55                                                                        | 39                                                                        | 4e                                                                        | –                                                                         | 2e ronde                                                                  | –                                                                         |
| 1958/59                                                                   | Tweede divisie A                                                          | 28                                                                        | 12                                                                        | 5                                                                         | 11                                                                        | 29                                                                        | 57                                                                        | 50                                                                        | 8e                                                                        | –                                                                         | 1e ronde                                                                  | –                                                                         |
| 1959/60                                                                   | Tweede divisie A                                                          | 22                                                                        | 10                                                                        | 2                                                                         | 10                                                                        | 22                                                                        | 35                                                                        | 40                                                                        | 5e                                                                        | –                                                                         | Geen bekertoernooi                                                        | –                                                                         |
| 1960/61                                                                   | Tweede divisie                                                            | 34                                                                        | 6                                                                         | 4                                                                         | 24                                                                        | 16                                                                        | 43                                                                        | 91                                                                        | 18e                                                                       | –                                                                         | Groepsfase                                                                | De Valk degradeert naar de amateurs                                       |

### Bekerwedstrijden
| Resultaten van VV De Valk in het bekertoernooi van 1955 tot 1961 en 2015 | Resultaten van VV De Valk in het bekertoernooi van 1955 tot 1961 en 2015 | Resultaten van VV De Valk in het bekertoernooi van 1955 tot 1961 en 2015 | Resultaten van VV De Valk in het bekertoernooi van 1955 tot 1961 en 2015 | Resultaten van VV De Valk in het bekertoernooi van 1955 tot 1961 en 2015 |                      |
| Seizoen                                                                  | Ronde                                                                    | Club                                                                     | Score                                                                    | Niveau van tegenstander                                                  |                      |
| ------------------------------------------------------------------------ | ------------------------------------------------------------------------ | ------------------------------------------------------------------------ | ------------------------------------------------------------------------ | ------------------------------------------------------------------------ | -------------------- |
| 1955/56                                                                  | (Geen bekertoernooi)                                                     | (Geen bekertoernooi)                                                     | (Geen bekertoernooi)                                                     | (Geen bekertoernooi)                                                     | (Geen bekertoernooi) |
| 1956/57                                                                  | 1R                                                                       | IVO                                                                      | 2–2 (Uitgeschakeld, vanwege gelijkspel als thuisspelende ploeg)          | Derde klasse (6)                                                         |                      |
| 1957/58                                                                  | 1R                                                                       | RKBSV                                                                    | 5-1                                                                      | Tweede klasse (5)                                                        |                      |
|                                                                          | 2R                                                                       | SV Limburgia                                                             | 0–2                                                                      | Eerste Divisie (2)                                                       |                      |
| 1958/59                                                                  | 1R                                                                       | RKSV Wittenhorst                                                         | 1-3                                                                      | Tweede klasse (5)                                                        |                      |
| 1959/60                                                                  | (Geen bekertoernooi)                                                     | (Geen bekertoernooi)                                                     | (Geen bekertoernooi)                                                     | (Geen bekertoernooi)                                                     | (Geen bekertoernooi) |
| 1960/61                                                                  | Groep                                                                    | VVV                                                                      | 0-4                                                                      | Eredivisie (1)                                                           |                      |
|                                                                          | Groep                                                                    | Fortuna '54                                                              | 1-2                                                                      | Eredivisie (1)                                                           |                      |
|                                                                          | Groep                                                                    | Sittardia                                                                | 0-4                                                                      | Eerste divisie (2)                                                       |                      |
| 2014/15                                                                  | 1R                                                                       | Ajax (amateurs)                                                          | 0-4                                                                      | Topklasse (3)                                                            |                      |

### Topscorers
- 1955/56:  Jan Wilbers (15)
- 1956/57:  Jan Wilbers (17)
- 1957/58:  Jo de Leest (15)
- 1958/59:  Jacques de Wit (14)
- 1959/60:  Jan Seuntjens (7)
- 1960/61:  Jacques de Wit (14)

### Trainers
- 1924–1926:  Ignácz Klein
- 1934–1940:  Ignácz Klein
- 1955–1956:  Jake Maenen
- 1956–1957:  Toon van Beek
- 1957–1960:  Sam Wadsworth
- 1960–1961:  Jan Bijen
- 0000–1961:  Olivér Gáspár

## Bekende (oud-)spelers
- Harrie Adriaans
- Marcel de Jong
- Sherry Kindo Kamara
- Miel Pijs
- Jens van Son

VV BES · RKVV Dommelen · VV De Valk · SV Valkenswaard